# Modern Ruin (альбом Frank Carter & the Rattlesnakes)
Modern Ruin (с англ. — «Современные руины») — второй студийный альбом английской панк-рок группы Frank Carter & The Rattlesnakes. Был выпущен 20 января 2017 года на лейбле International Death Cult. Чтобы отпраздновать выпуск альбома, был открыт Pop-up магазин в Sang Bleu tattoo в Лондоне.
| Совокупная оценка | Совокупная оценка |
| Источник          | Оценка            |
| ----------------- | ----------------- |
| Metacritic        | 74/100            |
| Оценки критиков   |                   |
| Источник          | Оценка            |
| Alternative Press | 80/100            |
| NME               | [ 3 ]             |
| Q                 | 74/100            |

## Список композиций
| №                   | Название            | Длительность |
| ------------------- | ------------------- | ------------ |
| 1.                  | «Bluebelle»         | 1:00         |
| 2.                  | «Lullaby»           | 3:14         |
| 3.                  | «Snake Eyes»        | 4:17         |
| 4.                  | «Vampires»          | 3:20         |
| 5.                  | «Wild Flowers»      | 3:04         |
| 6.                  | «Acid Veins»        | 3:56         |
| 7.                  | «God Is My Friend»  | 3:07         |
| 8.                  | «Jackals»           | 0:55         |
| 9.                  | «Thunder»           | 3:39         |
| 10.                 | «Real Life»         | 3:30         |
| 11.                 | «Modern Ruin»       | 3:20         |
| 12.                 | «Neon Rust»         | 5:11         |
| Общая длительность: | Общая длительность: | 38:33        |

## Участники записи
- Франк Картер — вокал
- Дин Ричардсон — гитара
- Томас Митченер — бас-гитара
- Гарет Гровер — барабаны

## Чарты
| Чарты (2017)                                 | Наивысшая позиция |
| -------------------------------------------- | ----------------- |
| Бельгия/Фландрия (Ultratop)                  | 108               |
| Шотландия (Scottish Albums Chart)            | 10                |
| Великобритания (UK Albums Chart)             | 7                 |
| Великобритания (UK Independent Albums Chart) | 1                 |